# Kenkatha

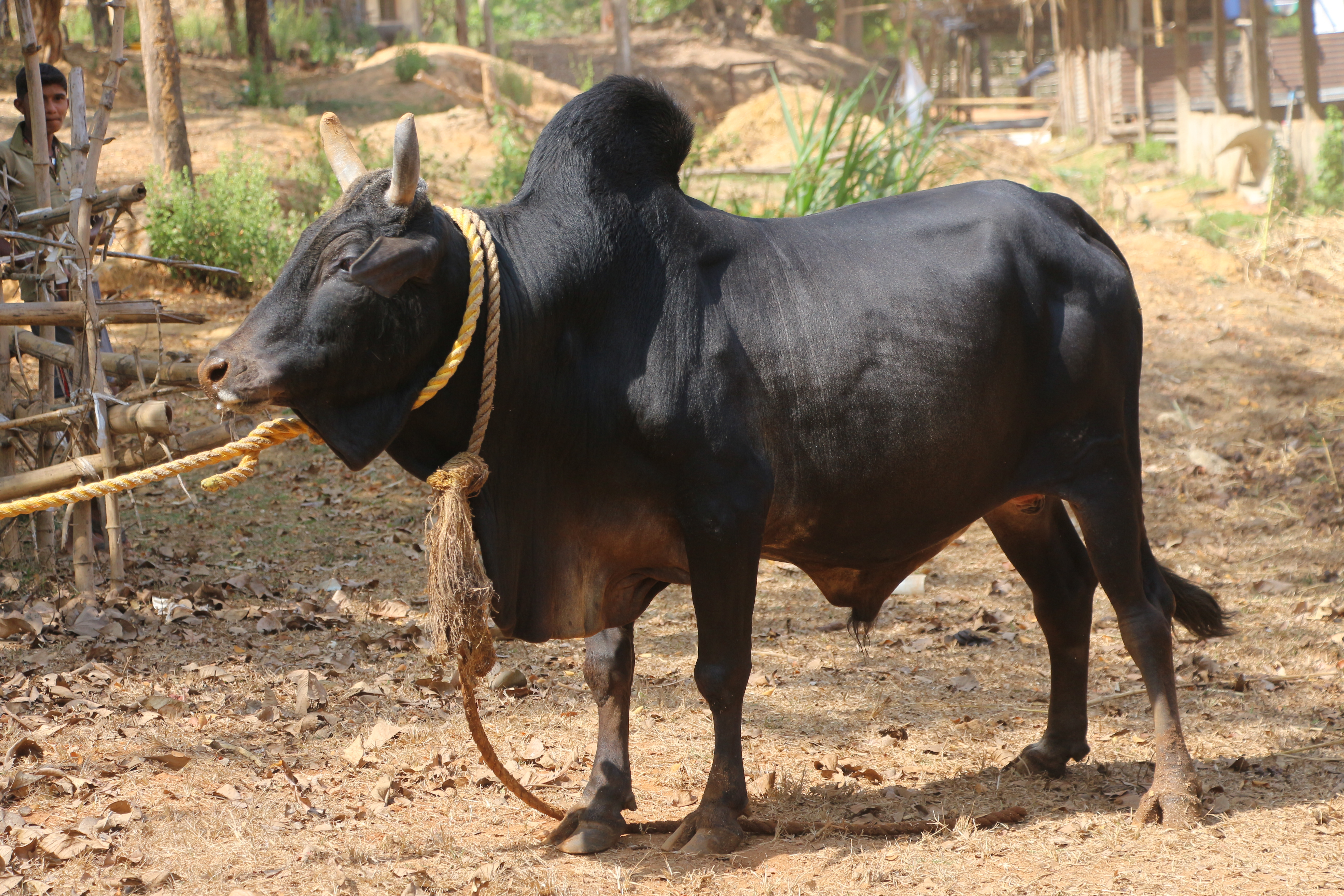
Kenkatha-Bulle

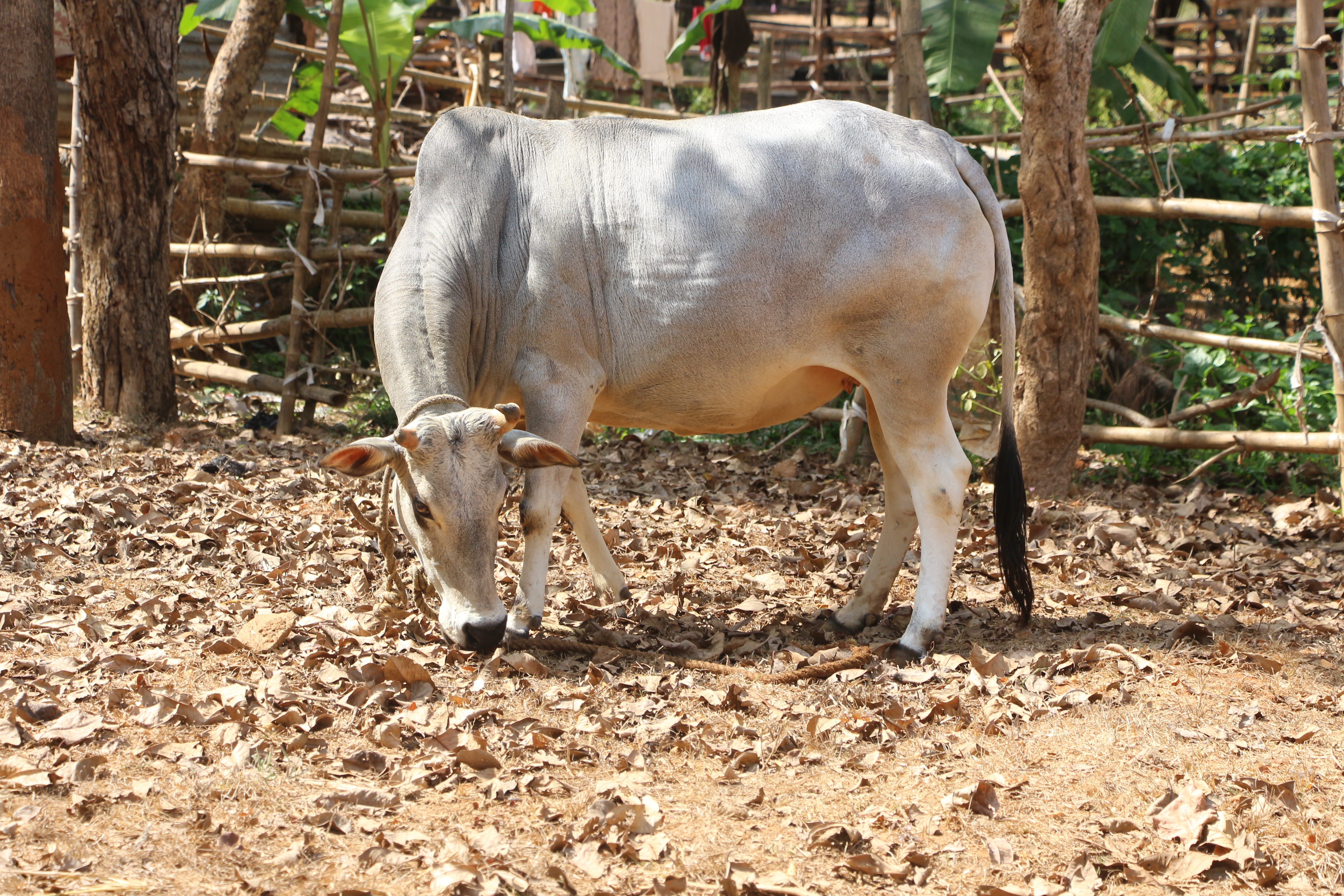
Kenkatha-Kuh

Kenkatha (Hindi केन्काथा), oder auch Kenwariya, ist eine Zebu-Rinderrasse aus den nordindischen Bundesstaaten Uttar Pradesh und Madhya Pradesh. Die Tiere werden vor allem als Zugtiere genutzt.

## Beschreibung
Die Rinderrasse ist in den Distrikten Lalitpur, Hamirpur, Chitrakoot und Banda von Uttar Pradesh sowie im Distrikt Tikamgarh von Madhya Pradesh zu finden. Sie hat ihren Namen von dem Fluss Ken (Ken River, Hindi केन नदी), dem größten Fluss in der Region Bundelkhand, erhalten.
Vom äußeren Erscheinungsbild her handelt es sich um eher kleine bis mittelgroße Tiere mit einer Körperlänge, Widerristhöhe und Brustumfang von durchschnittlich jeweils 114 bis 119, 127 bis 132 und 168 bis 178 Zentimetern (es werden auch kleinere Maße angegeben). Das Körpergewicht ausgewachsener Tiere beträgt etwa 300 kg (Kühe) bzw. 350 kg (Bullen). Die Färbung variiert in Schattierungen von hellgrau bis schwarz. Die Hörner sind spitz zulaufend, gekrümmt und leicht nach vorne gerichtet. Die Milchleistung beträgt etwa 0,5 bis 2 Liter täglich (insgesamt 500–600 kg Milch in einer Laktationsperiode von 6 bis 8 Monaten) und das Intervall zwischen zwei Kälbergeburten liegt bei 15 bis 20 Monaten. Die Rinder werden meist in kleiner Zahl extensiv gehalten. Kenkatha-Rinder gelten als kräftig, robust und genügsam und gut an die natürlichen Bedingungen in ihrer Ursprungsregion angepasst. Sie werden vor allem als Zugtiere auf Straßen und Wegen und im Feldbau eingesetzt.
Die Rinderrasse gilt als nicht bestandsbedroht. Der Gesamtbestand wurde im Jahr 2013 auf 393.000 Tiere geschätzt.